# Пельрен, Флёр
Флёр Пельре́н (фр. Fleur Pellerin, род. 29 августа 1973 в Сеуле) — французская политическая деятельница южнокорейского происхождения, с 2012 года член французского правительства, с августа 2014 года по февраль 2016 года — министр культуры и массовых коммуникаций.
Родилась в Южной Корее, при рождении получила имя Ким Чен Сук; была удочерена французской семьёй, когда ей исполнилось шесть месяцев.
Свои детство и юность провела в Ивелине. Окончила престижную коммерческую школу ESSEC в возрасте 21 года. Продолжила учёбу в Институте политических исследований в Париже, а в возрасте 24 лет прошла конкурс на обучение в Национальной школе администрации, где училась в 1998—2000 годах. Затем работала в Comptes des cours, французской Счётной палате. В 2006 году стала членом Социалистической партии.
Во время президентской кампании в 2012 году состояла в штабе Франсуа Олланда, где была ответственной за вопросы связей с общественностью и электронной экономики. 16 мая 2012 года была номинирована на должность делегированного министра (эквивалент заместитель министра). Отвечала за малый и средний бизнес, инновации и электронную экономику в правительстве, во главе которого находился Жан Марк Эро. 9 апреля 2014 вошла в состав нового кабинета Мануэля Вальса в качестве министра по вопросам внешней торговли и развитию туризма. После реорганизации правительства 26 августа 2014 года была назначена на должность министра культуры и массовых коммуникаций, сменив свою ровесницу Орели Филиппетти. Покинула пост министра в феврале 2016 года.
Замужем за адвокатом Лораном Оллеоном, в браке с которым имеет дочь.